# 1916 en dadaïsme et surréalisme
Pour l'année, voir 1916.
 Chronologie de dada et du surréalisme 
- 1912
- 1913
- 1914
- 1915
- 1916
- 1917
- 1918
- 1919
- 1920

Cet article présente les faits marquants de l'année 1916 en dadaïsme et surréalisme.

## Éphémérides

Affiche pour l'ouverture du Cabaret Voltaire par Marcel Slodki

### Février
- 8 février
Création collective du mouvement Dada au Cabaret Voltaire par la grâce des poètes Hugo Ball, Emmy Hennings, Tristan Tzara, des peintres Jean Arp, Marcel Janco, Sophie Taeuber et une page de dictionnaire prise au hasard[1]. Le Cabaret Voltaire, à Zurich, est une petite taverne de la Spiegelstrasse transformée en café littéraire et artistique dont les murs sont couverts de tableaux créant une ambiance à la fois intime et oppressante[2].
Hugo Ball : « Janco a fait un certain nombre de masques […] conçus pour être vus à distance, font un effet incroyable […] Non seulement le masque réclamait aussitôt le costume, mais il imposait également des gestes précis, pathétiques, qui frôlaient la démence. Sans que nous eussions pu nous en douter […], nous fûmes en train de nous mouvoir comme dans un ballet bizarre, drapés et ornés d'objets invraisemblables, renchérissant l'un l'autre par nos idées. »

- 10 février
Lettre de Paul Valéry à André Breton, en réponse au poème Âge (« Aube, adieu ! Je sors du bois hanté ; j'affronte les routes, croix torrides. Un feuillage bénissant me perd. L'août est sans brèche comme une meule… ») : « Je vois maintenant que l'illumination vous gagne. La noble maladie suit son cours. Il faut l'avoir eue, guérir et en garder certaines traces. L'essentiel est de n'en être pas défiguré pour la vie. Mais je m'assure que vous ayant pris de bonne heure et vu sa violence ce mal ardent vous sera un bien. »[3]

- 26 février
L'arrivée de Richard Huelsenbeck dynamise le mouvement Dada. Hugo Ball note dans son journal que la nouvelle recrue « aimerait tambouriner jusqu'à ce que la littérature disparaisse sous terre »[4].

- André Breton rencontre Jacques Vaché à Nantes où ce dernier est en convalescence d'une blessure reçue en septembre 1915[5].

### Mars
- 2 mars

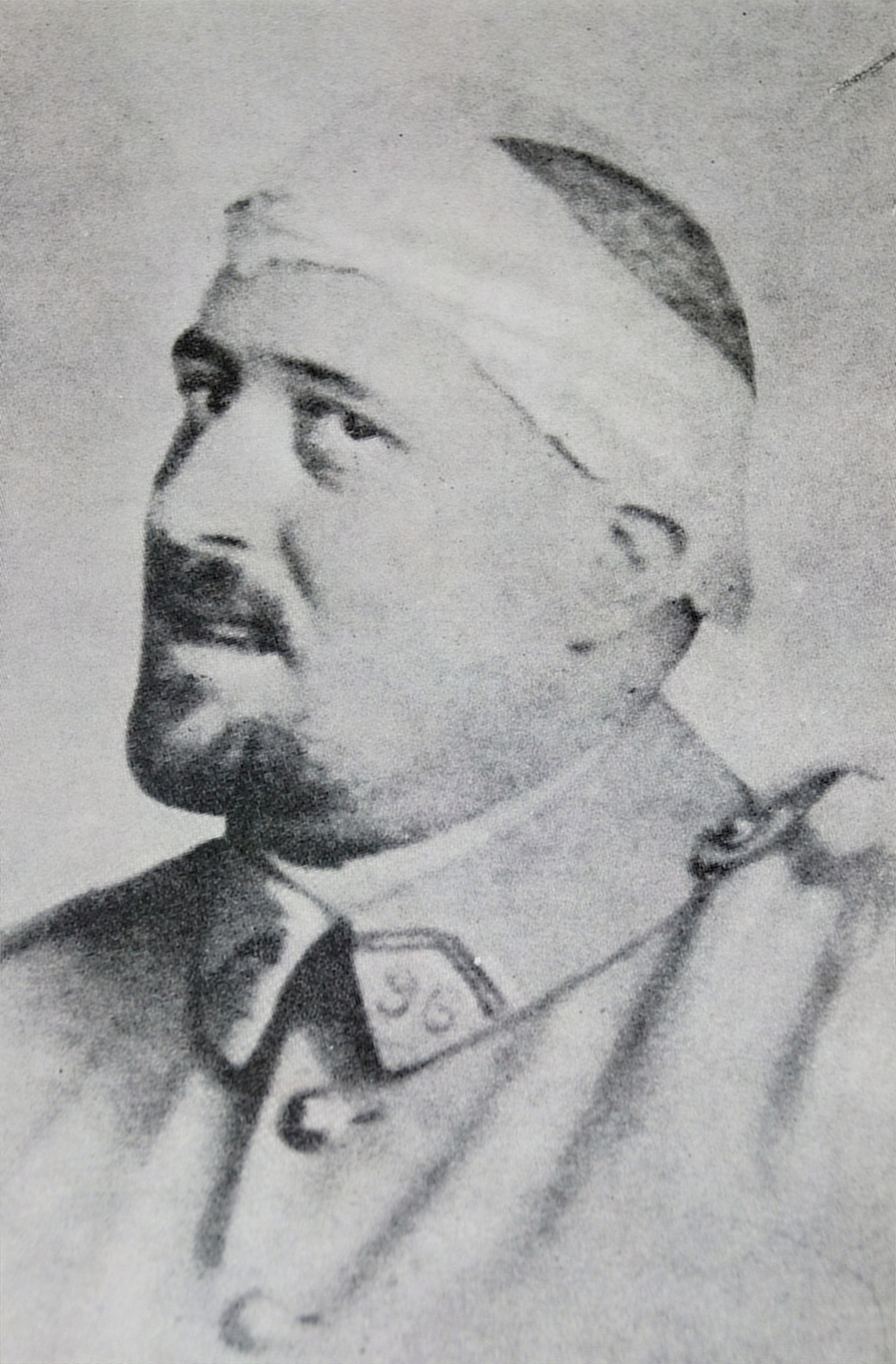
Guillaume Apollinaire après sa trépanation.

Constat du succès du Cabaret Voltaire par Hugo Ball : « Nous sommes tellement pris de vitesse par les attentes du public que toutes nos forces créatives et intellectuelles sont mobilisées [...] Aussi longtemps que la ville ne  sera pas soulevée par le ravissement, le Cabaret n'aura pas atteint son but. »[6]

- 17 mars
Guillaume Apollinaire est grièvement blessé à la tête[7].

- 30 mars
Richard Huelsenbeck, Marcel Janco et Tristan Tzara composent et interprètent le poème L'Amiral cherche une maison à louer : récité simultanément en allemand, en anglais et en français avec, pour accompagnement sonore un sifflet, une grosse caisse et une cliquette[8].

- Les premiers poèmes d'Antonin Artaud paraissent dans La Revue de Hollande[9].

- Philippe Soupault déclaré « bon pour le service », est affecté dans l'artillerie à Angers. « Choisi » avec une cinquantaine de ses camarades pour l'expérimentation d'un vaccin contre la typhoïde, il est évacué à l'hôpital de Creil (Oise) à cause de fortes fièvres et des crises de délire[réf. nécessaire].

### Avril
- 9 avril

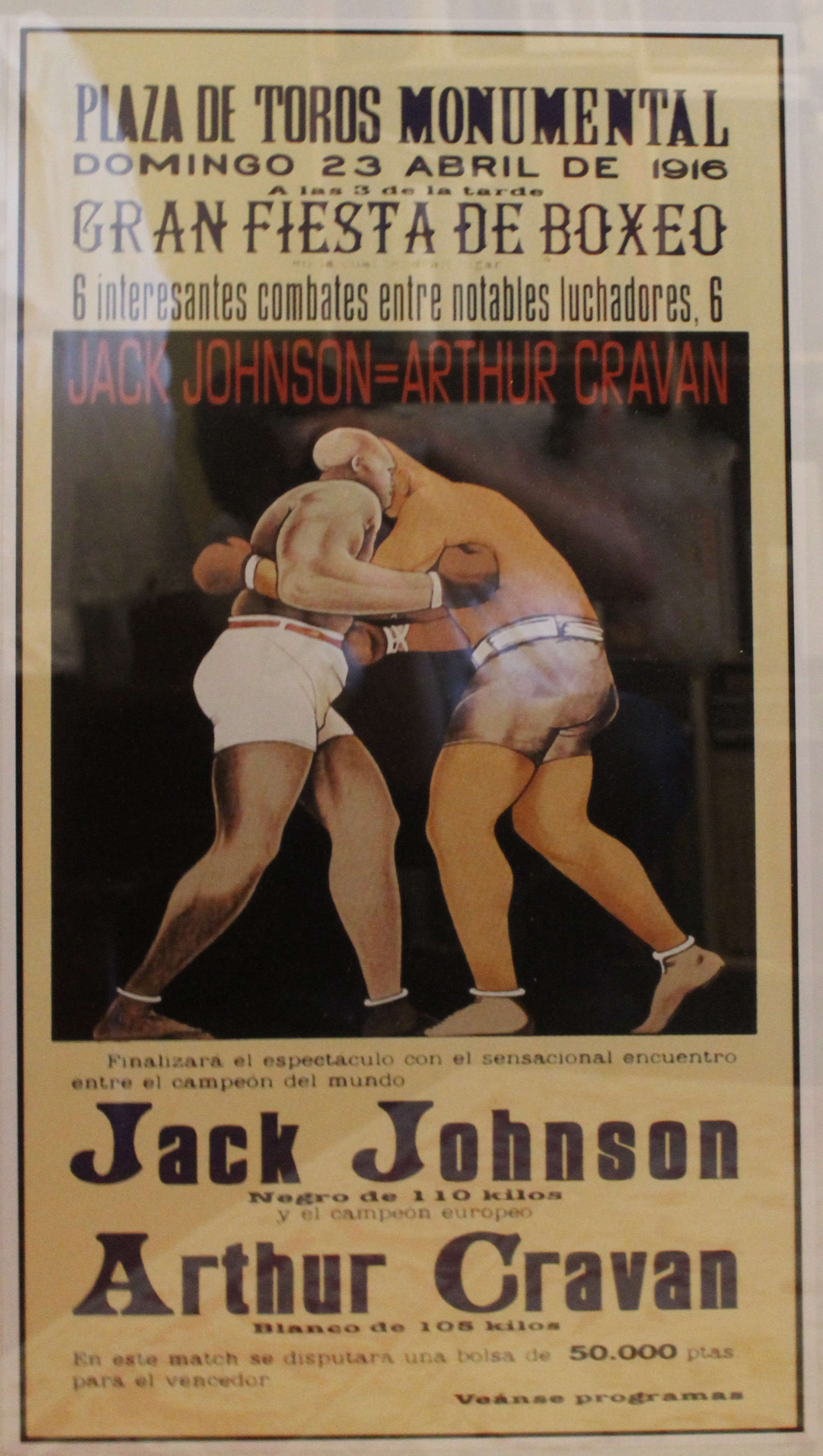
Affiche du combat entre Arthur Cravan et Jack Johnson

Walter Serner et Tristan Tzara organisent une soirée Dada dans une grande salle pouvant accueillir 1 500 personnes, celle-ci se termine en bagarre. « Victoire définitive de Dada » note Tzara avec satisfaction[10].

- 16 avril
À Barcelone, Arthur Cravan défie le boxeur américain Jack Johnson, pour le titre de champion du monde[11].

- 18 avril
Hugo Ball note dans son journal intime : « Dada signifie « oui, oui » en roumain, « cheval à bascule » et « marotte » en français. Pour les Allemands, c'est un signe de naïveté un peu folle, de lien très étroit entre la joie de la procréation et la préoccupation pour la voiture d'enfant. »[12]

### Mai
- 10 mai
André Breton rencontre Guillaume Apollinaire après sa trépanation[13].

- 15 mai

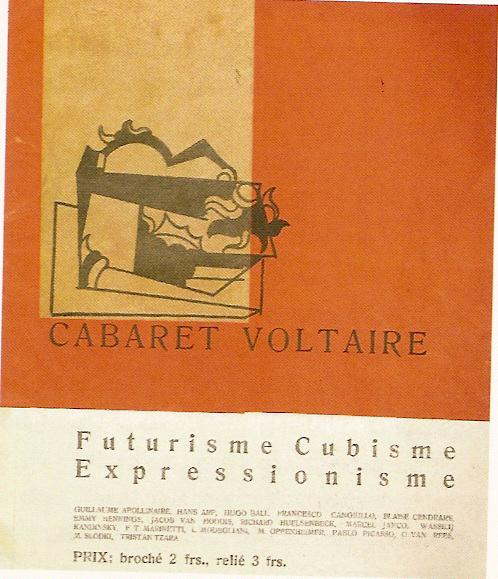
Couverture de la revue Cabaret Voltaire du 24 mai

Parution du premier (et unique) numéro de la revue Cabaret Voltaire créée par Hugo Ball. C'est dans son éditorial, signé Hugo Ball, qu'apparait pour la première fois le mot « Dada »[14],[15].

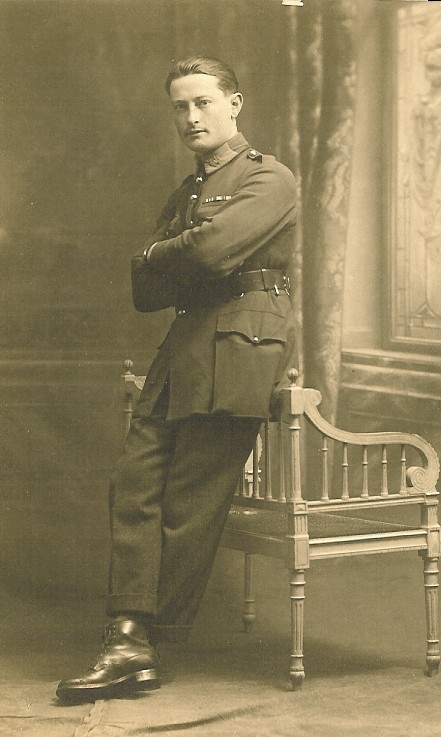
Jacques Vaché dans l'armée anglaise

- Breton découvre la librairie d'Adrienne Monnier : « Nous eûmes, écrit-elle, tout de suite de longues conversation […] Il avait des vues exclusives qui me dépaysait tout à fait […] [Son] regard restait étranger au monde et même à soi […] C'est la violence qui le fait statue. » Breton : « [Elle] a su faire [de sa librairie] le foyer d'idées le plus attractif de l'époque. Le beau grain qu'elle savait mettre dans les discussions, les chances qu'elle donnait à la jeunesse et jusqu'à l'excitante partialité de ses goûts : elle ne manquait pas d'atouts dans son jeu. »[16].

### Juin
- 23 juin
Hugo Ball clame ses poèmes sans mots[17] dont Karawane[18].

### Juillet
- 14 juillet
Hugo Ball ayant fermé le Cabaret Voltaire, les dadaïstes investissent une grande salle d'exposition : Zur Waag[19] où se tient la Première Manifestation Dada. Tristan Tzara lit le Manifeste de M. Antipyrine[20] : « ... mais nous voulons dorénavant chier en couleurs diverses pour orner le jardin zoologique de l'art de tous les drapeaux des consulats... »[21]

- 26 juillet
À sa demande, André Breton est affecté au centre neuro-psychiatrique de Saint-Dizier (Haute-Marne) où sont envoyées les victimes de traumatismes et troubles mentaux liés à la guerre. Découverte de Sigmund Freud dans le traité La Psychoanalyse des docteurs Emmanuel Régis et Angelo Hesnard[22].

- 28 juillet
 Tzara, La Première aventure céleste de Monsieur Antipyrine, comédie illustrée par Marcel Janco et éditée à Zurich[23].

- Pendant ses vacances à Locronan (Finistère), Yves Tanguy fréquente un peintre dénommé Toché qui se passionne pour la reproduction des nuances atmosphériques du paysage vespéral en regardant le motif à travers un verre teinté qui inverse les valeurs ou des lunettes noires pour obtenir une précision plus aiguës des objets[24].

### Août
- 9 août
Déclaré « bon pour le service », Antonin Artaud est incorporé dans le 3e régiment d'infanterie en garnison à Digne (Alpes-de-Haute-Provence)[25].

- 16 août
Dans une lettre adressée à Tristan Tzara, Hugo Ball annonce, sans aucune acrimonie, sa rupture avec Dada : « Croyez-moi : tout dadaïsme est sauce de réglisse. Ces pots de bruit de ma petite église de Vira. Pardonnez ! »[26]

- Paul Eluard est infirmier à Haugicourt (Somme) à proximité du front. Il écrit et édite « aux armées » un recueil de poèmes Le Devoir qu'il signe Paul Eluard, du nom de sa grand-mère maternelle[27].

### Septembre
- Richard Huelsenbeck, Phantastische Gebete (Prières fantastiques), poèmes avec de gravures de Marcel Janco, édités à Zurich[28].

### Octobre
- 11 octobre
Première lettre de Jacques Vaché à André Breton : « Je promène de ruines en villages mon monocle de Crystal et une théorie de peintures inquiétantes. J'ai successivement été un littérateur couronné, un dessinateur pornographe connu et un peintre cubiste scandaleux. Maintenant, je reste chez moi et laisse aux autres le soin de discuter ma personnalité d'après celles indiquées. Le résultat n'importe. »[29].

### Novembre
- 20 novembre

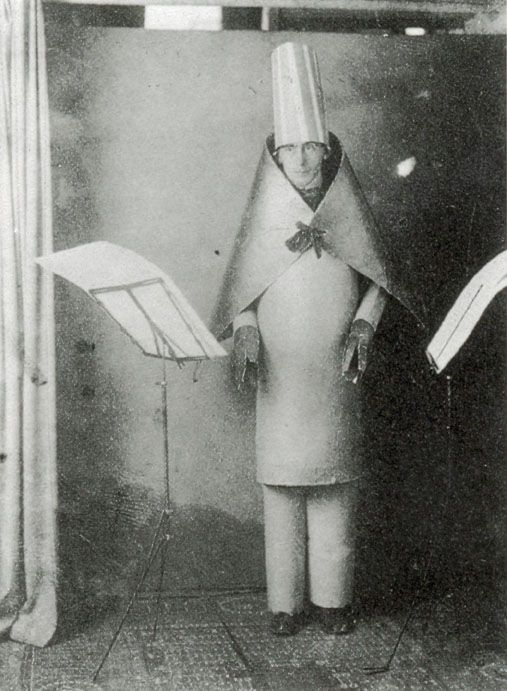
Hugo Ball au Cabaret Voltaire le 23 mai, jouant son poème Karawane

André Breton est envoyé dans un corps de brancardiers pendant l'offensive sur la Meuse[13].

- 28 novembre
Hugo Ball : « Ce que nous appelons Dada est un jeu de fous dans le vide, qui a impliqué tous les grands problèmes […] tel un geste de gladiateur ; un jeu avec des restes minables […] l'exécution de la moralité prétendue. »[30]

### Décembre
- 21 décembre
Quelques jours avant sa majorité, Jacques Rigaut s'engage volontairement « pour la durée de la guerre »[31].

- 28 décembre
À sa demande insistante, Paul Eluard est affecté au 95e régiment d'infanterie[32].

### Cette année-là
- Beatrice Wood rencontre Marcel Duchamp et lui déclare que le premier venu peut faire de l'art moderne. Elle réalise aussitôt un dessin appelé Marriage of a friend que Duchamp fait paraître dans la revue d'avant-garde The Rogue[33].

### Œuvres
- Jean Arp

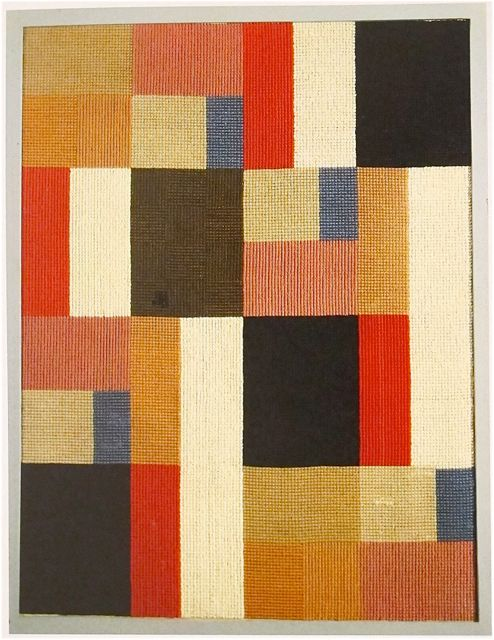
Sophie Taeuber-Arp, Composition verticale-horizontale

  - Construction élémentaire selon les lois du hasard, morceaux de papier tirés au sort et collés au hasard[34]
  - Dessin Dada, encre et crayon sur papier[35]
  - Fleur-marteau. Formes terrestres, bois découpés, coloriés et collés[36]
- Jean Arp & Sophie Taeuber
  - Coupe Dada, sculpture en bois[37]
- Jean-Joseph Crotti
  - Le Clown, assemblage[38]
- Giorgio De Chirico
  - Intérieur métaphysique (avec grande usine)[39]
  - Les Muses inquiétantes, huile sur toile[40],
  - Nature morte évangélique I, huile sur toile[41],
  - Les Projets de la jeune fille, huile sur toile[42],
  - Le Salut de l'ami lointain, huile sur toile[43]
- Marcel Duchamp
  - A Bruit secret, objet : ficelle, laiton, vis[44]
- Suzanne Duchamp
  - Un et une menacés, peinture-assemblage composée d'un fil à plomb, d'un mouvement d'horlogerie et d'autres éléments mécaniques[45]
- George Grosz
  - Le Malade d'amour[46]
  - Suicide[47]
- Richard Huelsenbeck
  - Phantastische Gebete (Prières fantastiques), poèmes illustrés[48]
- Richard Huelsenbeck, Marcel Janco & Tristan Tzara
  - L'Amiral cherche une maison à louer, poème simultan, publié dans le cahier Cabaret Voltaire de mai[49]
- Marcel Janco
  - Cabaret Voltaire, huile sur toile[50]
- Francis Picabia
  - Prostitution universelle, schéma d'une machinerie composée d'une lunette pyramétrique et d'un galvanomètre sensible à suspension rehaussé de peinture métallisée[51]

- Man Ray

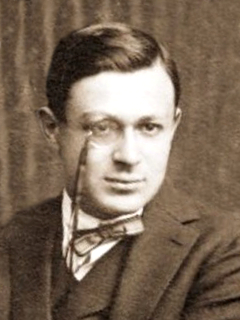
Tristan Tzara, portrait de 1915

  - La Danseuse de corde s'accompagnant de ses ombres, aérographie (peinture au pistolet)[52]
  - Légende, dessin[53]
- Sophie Taeuber
  - Composition verticale-horizontale, huile sur toile[54]
- Tristan Tzara
  - La Première aventure céleste de Monsieur Antipyrine, comédie illustrée de sept gravures sur bois colorées de Marcel Janco[55] : « Dada est notre intensité [...] Dada est l'art sans pantoufles ni parallèles ; qui est contre et pour l'unité et décidément contre le futur. »[56]